# Rohan Bopanna
Rohan Bopanna (ur. 4 marca 1980 w Bengaluru) – hinduski tenisista, zwycięzca French Open 2017 w grze mieszanej, zwycięzca Australian Open 2024 w grze podwójnej, lider rankingu ATP deblistów, reprezentant kraju w Pucharze Davisa i Pucharze Hopmana, olimpijczyk z Londynu (2012), Rio de Janeiro (2016) i Paryża (2024), medalista igrzysk azjatyckich oraz igrzysk afro-azjatyckich.

## Kariera tenisowa
Karierę zawodową rozpoczął w roku 2003. Wygrywał turnieje rangi ITF Men’s World Tennis Tour, jak i z serii ATP Challenger Tour. Pierwszy challengerowy tytuł wywalczył w Denver wspólnie z Aisamem-ul-Haq Qureshim. W roku 2006 osiągnął swój pierwszy finał rozgrywek ATP World Tour, w Ćennaju, będąc w parze z Prakashem Amritrajem (porażka z duetem Michal Mertiňák-Petr Pála). We wrześniu osiągnął swój drugi finał imprezy ATP World Tour, w Mumbaju, grając wspólnie z Mustafą Ghouse, gdzie w meczu o tytuł nie sprostali parze Mario Ančić-Mahesh Bhupathi.
W sezonie 2007, w sierpniu, doszedł do finału turnieju ATP World Tour w Mumbaju, grając z Qureshim. Kolejny finał rozgrywek ATP World Tour osiągnął w lipcu 2008 roku w Newport, na nawierzchni trawiastej (z Qureshim), a na początku sierpnia odniósł pierwsze zwycięstwo w rozgrywkach rangi ATP World Tour, w Los Angeles. W finale pokonali wspólnie z Erikiem Butorakiem parę Travis Parrott-Dušan Vemić 7:6(5), 7:6(5).
We wrześniu 2008 roku awansował wraz z Maksem Mirnym do finału turnieju w Petersburgu. Na początku sezonu 2009 osiągnął razem z Jarkko Nieminenem finał rozgrywek w San Josè. Po drodze zdołali wyeliminować deblową parę nr 1. w rankingu światowym, Boba Bryana i Mike’a Bryana, lecz w spotkaniu finałowym przegrali z parą Tommy Haas-Radek Štěpánek 2:6, 3:6.
Sezon 2010 Bopanna rozpoczął od turnieju w Ćennaju, ale odpadł w początkowej fazie rywalizacji, wspólnie z Bhupathim. W dniach 1–7 lutego wziął udział w turnieju SA Tennis Open rozgrywanym w Johannesburgu. W parze z Aisamem-ul-Haq Qureshim wygrał swój drugi turniej ATP World Tour. W drodze po tytuł pokonali m.in. parę nr 2. turnieju Johan Brunström-Jean-Julien Rojer, duet nr 3. rozgrywek Eric Butorac-Rajeev Ram, a w finale wynikiem 2:6, 6:3, 10-5 debel Karol Beck-Harel Lewi. Na początku kwietnia osiągnął wspólnie z Qureshim finał turnieju na kortach ziemnych w Casablance, jednak mecz finałowy przegrali z deblem Robert Lindstedt-Horia Tecău 2:6, 6:3, 7-10. Swój kolejny finał rozgrywek ATP World Tour Hindus rozegrał wspólnie z Qureshim w Nicei. Pojedynek finałowy zakończył się porażką Bopanny z deblem nr 3. turnieju Marcelo Melo i Bruno Soaresem. Pod koniec lipca Hindus wspólnie z Belgiem Kristofem Vliegenem dotarli do finału zawodów w Atlancie. Decydujący o tytule pojedynek para przegrała jednak z Amerykanami Scottem Lipskym i Rajeevem Ramem. Pod koniec sierpnia Bopanna razem z Qureshim awansowali do finału imprezy w New Haven, eliminując pod drodze m.in. debel grający z nr 2. Mahesh Bhupathi-Maks Mirny. W finale jednak przegrali po raz kolejny w sezonie z duetem Lindstedt-Tecău. Na początku września awansował z Qureshim do finału wielkoszlemowego US Open. Po drodze pokonał duet nr 2. w turnieju Daniel Nestor-Nenad Zimonjić, jednak w finale azjatycki debel przegrał 6:7(5), 6:7(4) z braćmi Bobem i Mike Bryanami. Pod koniec października Hindus wraz z Qureshim zagrał w Petersburgu, gdzie Bopanna osiągnął tam siódmy finał w sezonie, jednak w finale musiał uznać wyższość Włochów Daniele Braccialiego i Potito Starace.
W czerwcu 2011 roku, w parze z Qureshim wygrali zawody w niemieckim Halle, pokonując w finale duet Robin Haase-Milos Raonic. W połowie października azjatycki debel triumfował w Sztokholmie, gdzie w finale byli lepsi od pary Marcelo Melo-Bruno Soares. Miesiąc później Azjaci zwyciężyli po raz pierwszy w karierze w zawodach kategorii ATP World Tour Masters 1000, w Paryżu. W drodze po tytuł pokonali m.in. parę Michaël Llodra-Nenad Zimonjić, a w finale Francuzów Juliena Benneteau i Nicolasa Mahuta.
W marcu 2012 roku, w parze z Maheshem Bhupathim, Bopanna wygrał zawody w Dubaju. W finale hinduski debel odniósł zwycięstwo nad polską parą Fyrstenberg–Matkowski 6:4, 3:6, 10-5. W sierpniu osiągnął finał rozgrywek w Cincinnati, gdzie występował razem z Bhupathim, a w październiku w Szanghaju. Drugi tytuł w sezonie Hindusi wywalczyli na początku listopada w Paryżu w ramach rozgrywek ATP World Tour Masters 1000. Finał wygrali 7:6(6), 6:3 z Aisamem-ul-Haq Qureshim i Jeanem-Julienem Rojerem. W listopadzie para z Indii osiągnęła finał turnieju ATP World Tour Finals rozgrywanego w Londynie. Debel w finale uległ Marcelowi Granollersowi
i Markowi Lópezowi 5:7, 6:3, 3-10.
Pierwszy finał w 2013 roku Bopanna osiągnął pod koniec lutego w Marsylii, w parze z Colinem Flemingiem. W decydującym spotkaniu pokonali 6:4, 7:6(3) debel Aisam-ul-Haq Qureshi i Jean-Julien Rojer. Do kolejnego finału w roku Bopanna awansował z Maheshem Bhupathim, w Rzymie, zawodach z serii ATP World Tour Masters 1000. Hinduska para w finale nie sprostała Bobowi i Mike’owi Bryanom. Drugi turniej w sezonie Hindus wygrał w październiku, w Tokio. Tworzył wówczas parę deblową z Édouardem Rogerem-Vasselinem w finale pokonując Jamiego Murraya i Johna Peersa.
W 2014 roku Bopanna ponownie zaczął startować z Aisamem-ul-Haq Qureshim. Debliści wspólnie, w styczniu, awansowali do finału w Sydney, w którym ponieśli porażkę z Danielem Nestorem i Nenadem Zimonjiciem. W lutym azjatycki debel zwyciężył podczas rywalizacji w Dubaju, po finale z Danielem Nestorem i Nenadem Zimonjiciem. W maju Azjaci zanotowali finał w Nicei, w którym ulegli parze Martin Kližan–Philipp Oswald.
W sezonie 2015 pierwszy tytuł Bopanna wygrał w styczniu podczas turnieju w Sydney, startując w parze z Danielem Nestorem. Kolejne zwycięstwo debel odniósł w Dubaju, pokonując w finale Qureshiego i Zimonjicia. W Casablance razem z Florinem Mergeą przegrali w meczu mistrzowskim z parą Rameez Junaid–Adil Shamasdin. Na początku maja Bopanna z Mergeą zostali mistrzami ATP World Tour Masters 1000 w Madrycie, po zwycięskiej rundzie finałowej z Marcinem Matkowskim i Nenadem Zimonjiciem. W czerwcu Hindus został mistrzem zawodów w Stuttgarcie razem z Mergeą. W finale debel ten był lepszy od Alexandra Peii i Bruna Soaresa. Tydzień później w Halle przegrali w ostatnim meczu z parą Raven Klaasen–Rajeev Ram. Na koniec sezonu dotarli do finału turnieju ATP World Tour Finals w Londynie, lecz ulegli w nim duetowi Jean-Julien Rojer–Horia Tecău.
Sezon 2016 Hindus zaczął od awansu do finału turnieju w Sydney wspólnie z Mergeą, jednakże ulegli w nim Jamiemu Murrayowi oraz Bruno Soaresowi. Drugi w sezonie finał Hindus osiągnął na początku maja w zawodach ATP World Tour Masters 1000 w Madrycie ponosząc porażkę z Jeanem-Julienem Rojerem i Horią Tecău. W sierpniu zajął 4. miejsce w turnieju gry mieszanej na igrzyskach olimpijskich w Rio de Janeiro partnerując Sanii Mirzie.
W sezonie 2017 Bopanna został mistrzem French Open w konkurencji gry mieszanej, partnerując Gabrieli Dabrowskiej. W finale pokonali 2:6, 6:2, 12–10 Annę-Lenę Grönefeld i Roberta Faraha broniąc w super tie-breaku dwóch piłek meczowych. Bopanna wygrał również trzy turnieje w grze podwójnej, z różnymi partnerami. Odniósł sukces najpierw w Ćennaju, potem w zawodach ATP World Tour Masters 1000 w Monte Carlo i w Wiedniu. W stolicy Austrii Bopanna wygrał finał 7:6(7), 6:7(4), 11–9 wspólnie z Pablem Cuevasem przeciwko Marcelo Demolinerowi i Samowi Querreyowi w drugim secie broniąc dwa meczbole. Ponadto Hindus zagrał w trzech przegranych finałach.
W styczniu 2018 roku Hinus został finalistą miksta podczas Australian Open w parze z Tímeą Babos. W sezonach 2019 i 2020 wygrał po jednym tytule deblowym.
Kolejne trzy turnieje Bopanna zakończył zwycięstwem w 2022 roku, a w trzech kolejnych przegrał w finale. W 2023 roku grał w parze z Matthew Ebdenem, z którym osiągnął siedem finałów, w dwóch triumfując. Debliści we wrześniu zostali finalistami US Open, mecz o tytuł przegrywając 6:2, 3:6, 4:6 Rajeevem Ramem i Joem Salisburym. Ponadto w tym samym sezonie Bopanna awansował do finału gry mieszanej wspólnie z Sanią Mirzą na Australian Open.
Pierwszy wielkoszlemowy tytuł w deblu Bopanna zdobył w styczniu 2024 roku podczas Australian Open, razem z Matthew Ebdenem. W finałowym meczu debel Bopanna–Ebden pokonał 7:6(0), 7:5 z Simona Bolelliego i Andreę Vavassoriego. Drugi i ostatni w sezonie turniej Hindus wygrał w Miami, wspólnie z Ebdenem. Pod koniec lipca Bopanna wystartował na igrzyskach olimpijskich w Paryżu, w grze podwójnej z Sriramem Balajim. Hindusi odpadli z rywalizacji w pierwszej rundzie.
Rohan Bopanna reprezentuje swój kraj w rozgrywkach międzynarodowych. W Pucharze Davisa zadebiutował w roku 2002 przeciwko Australii. W 2003 roku jego zespół był bliski awansu do grupy światowej, gdzie gra 16. najlepszych męskich reprezentacji na świecie. W play-offach o wejście do czołówki Indie przegrały z Holandią 0:5. Również w 2005 roku i 2009 odpadł z rywalizacji w play-offach, natomiast w 2010 roku awansował z zespołem do najwyższej klasy, eliminując Brazylię, z którą Hindus zdobył decydujący punkt, po wygranej nad Ricardo Mello.
Ponadto brał udział w nieoficjalnych mistrzostwach drużyn mieszanych, Pucharze Hopmana, najczęściej partnerując Sanii Mirzie.
Najwyżej sklasyfikowany w rankingu singlistów był w lipcu 2007 roku na 213. miejscu, a w klasyfikacji deblistów 29 stycznia 2024 został liderem rankingu.
W roku 2018 został laureatem nagrody Arjuna Award.

### Finały w turniejach ATP Tour
| Legenda                                      |
| -------------------------------------------- |
| Wielki Szlem                                 |
| Igrzyska olimpijskie                         |
| Tennis Masters Cup / ATP Finals              |
| ATP Masters Series / ATP Tour Masters 1000   |
| ATP International Series Gold / ATP Tour 500 |
| ATP International Series / ATP Tour 250      |

#### Gra podwójna (26–37)
| Końcowy wynik | Nr  | Data                 | Turniej                    | Nawierzchnia  | Partner                | Przeciwnicy                                | Wynik finału         |
| ------------- | --- | -------------------- | -------------------------- | ------------- | ---------------------- | ------------------------------------------ | -------------------- |
| Finalista     | 1.  | 9 stycznia 2006      | Ćennaj                     | Twarda        | Prakash Amritraj       | Michal Mertiňák Petr Pála                  | 2:6, 5:7             |
| Finalista     | 2.  | 2 października 2006  | Mumbaj                     | Twarda        | Mustafa Ghouse         | Mario Ančić Mahesh Bhupathi                | 4:6, 7:6(6), 8–10    |
| Finalista     | 3.  | 30 września 2007     | Mumbaj                     | Twarda        | Aisam-ul-Haq Qureshi   | Robert Lindstedt Jarkko Nieminen           | 6:7(3), 6:7(5)       |
| Finalista     | 4.  | 13 lipca 2008        | Newport                    | Trawiasta     | Aisam-ul-Haq Qureshi   | Mardy Fish John Isner                      | 4:6, 6:7(1)          |
| Zwycięzca     | 1.  | 11 sierpnia 2008     | Los Angeles                | Twarda        | Eric Butorac           | Travis Parrott Dušan Vemić                 | 7:6(5), 7:6(5)       |
| Finalista     | 5.  | 27 października 2008 | Petersburg                 | Twarda (hala) | Maks Mirny             | Travis Parrott Filip Polášek               | 6:3, 6:7(4), 8–10    |
| Finalista     | 6.  | 15 lutego 2009       | San José                   | Twarda (hala) | Jarkko Nieminen        | Tommy Haas Radek Štěpánek                  | 2:6, 3:6             |
| Zwycięzca     | 2.  | 7 lutego 2010        | Johannesburg               | Twarda        | Aisam-ul-Haq Qureshi   | Karol Beck Harel Lewi                      | 2:6, 6:3, 10–5       |
| Finalista     | 7.  | 11 kwietnia 2010     | Casablanca                 | Ceglana       | Aisam-ul-Haq Qureshi   | Robert Lindstedt Horia Tecău               | 2:6, 6:3, 7–10       |
| Finalista     | 8.  | 22 maja 2010         | Nicea                      | Ceglana       | Aisam-ul-Haq Qureshi   | Marcelo Melo Bruno Soares                  | 6:1, 3:6, 5–10       |
| Finalista     | 9.  | 25 lipca 2010        | Atlanta                    | Twarda        | Kristof Vliegen        | Scott Lipsky Rajeev Ram                    | 3:6, 7:6(4), 10–12   |
| Finalista     | 10. | 29 sierpnia 2010     | New Haven                  | Twarda        | Aisam-ul-Haq Qureshi   | Robert Lindstedt Horia Tecău               | 4:6, 5:7             |
| Finalista     | 11. | 11 września 2010     | US Open, Nowy Jork         | Twarda        | Aisam-ul-Haq Qureshi   | Bob Bryan Mike Bryan                       | 6:7(5), 6:7(4)       |
| Finalista     | 12. | 1 listopada 2010     | Petersburg                 | Twarda (hala) | Aisam-ul-Haq Qureshi   | Daniele Bracciali Potito Starace           | 6:7(6), 6:7(5)       |
| Zwycięzca     | 3.  | 12 czerwca 2011      | Halle                      | Trawiasta     | Aisam-ul-Haq Qureshi   | Robin Haase Milos Raonic                   | 7:6(8), 3:6, 11–9    |
| Zwycięzca     | 4.  | 23 października 2011 | Sztokholm                  | Twarda (hala) | Aisam-ul-Haq Qureshi   | Marcelo Melo Bruno Soares                  | 6:1, 6:3             |
| Zwycięzca     | 5.  | 13 listopada 2011    | Paryż                      | Twarda (hala) | Aisam-ul-Haq Qureshi   | Julien Benneteau Nicolas Mahut             | 6:2, 6:4             |
| Zwycięzca     | 6.  | 3 marca 2012         | Dubaj                      | Twarda        | Mahesh Bhupathi        | Mariusz Fyrstenberg Marcin Matkowski       | 6:4, 3:6, 10–5       |
| Finalista     | 13. | 19 sierpnia 2012     | Cincinnati                 | Twarda        | Mahesh Bhupathi        | Robert Lindstedt Horia Tecău               | 4:6, 4:6             |
| Finalista     | 14. | 14 października 2012 | Szanghaj                   | Twarda        | Mahesh Bhupathi        | Radek Štěpánek Leander Paes                | 7:6(7), 3:6, 5–10    |
| Zwycięzca     | 7.  | 4 listopada 2012     | Paryż                      | Twarda (hala) | Mahesh Bhupathi        | Aisam-ul-Haq Qureshi Jean-Julien Rojer     | 7:6(6), 6:3          |
| Finalista     | 15. | 12 listopada 2012    | Londyn                     | Twarda (hala) | Mahesh Bhupathi        | Marcel Granollers Marc López               | 5:7, 6:3, 3–10       |
| Zwycięzca     | 8.  | 24 lutego 2013       | Marsylia                   | Twarda (hala) | Colin Fleming          | Aisam-ul-Haq Qureshi Jean-Julien Rojer     | 6:4, 7:6(3)          |
| Finalista     | 16. | 19 maja 2013         | Rzym                       | Ceglana       | Mahesh Bhupathi        | Bob Bryan Mike Bryan                       | 2:6, 3:6             |
| Zwycięzca     | 9.  | 6 października 2013  | Tokio                      | Twarda        | Édouard Roger-Vasselin | Jamie Murray John Peers                    | 7:6(5), 6:4          |
| Finalista     | 17. | 11 stycznia 2014     | Sydney                     | Twarda        | Aisam-ul-Haq Qureshi   | Daniel Nestor Nenad Zimonjić               | 6:7(3), 6:7(3)       |
| Zwycięzca     | 10. | 1 marca 2014         | Dubaj                      | Twarda        | Aisam-ul-Haq Qureshi   | Daniel Nestor Nenad Zimonjić               | 6:4, 6:3             |
| Finalista     | 18. | 24 maja 2014         | Nicea                      | Ceglana       | Aisam-ul-Haq Qureshi   | Martin Kližan Philipp Oswald               | 2:6, 0:6             |
| Zwycięzca     | 11. | 17 stycznia 2015     | Sydney                     | Twarda        | Daniel Nestor          | Jean-Julien Rojer Horia Tecău              | 6:4, 7:6(5)          |
| Zwycięzca     | 12. | 28 lutego 2015       | Dubaj                      | Twarda        | Daniel Nestor          | Aisam-ul-Haq Qureshi Nenad Zimonjić        | 6:4, 6:1             |
| Finalista     | 19. | 11 kwietnia 2015     | Casablanca                 | Ceglana       | Florin Mergea          | Rameez Junaid Adil Shamasdin               | 6:3, 2:6, 7–10       |
| Zwycięzca     | 13. | 10 maja 2015         | Madryt                     | Ceglana       | Florin Mergea          | Marcin Matkowski Nenad Zimonjić            | 6:2, 6:7(5), 11–9    |
| Zwycięzca     | 14. | 14 czerwca 2015      | Stuttgart                  | Trawiasta     | Florin Mergea          | Alexander Peya Bruno Soares                | 5:7, 6:2, 10–7       |
| Finalista     | 20. | 21 czerwca 2015      | Halle                      | Trawiasta     | Florin Mergea          | Raven Klaasen Rajeev Ram                   | 6:7(5), 2:6          |
| Finalista     | 21. | 22 listopada 2015    | Londyn                     | Twarda (hala) | Florin Mergea          | Jean-Julien Rojer Horia Tecău              | 4:6, 3:6             |
| Finalista     | 22. | 16 stycznia 2016     | Sydney                     | Twarda        | Florin Mergea          | Jamie Murray Bruno Soares                  | 3:6, 6:7(7)          |
| Finalista     | 23. | 8 maja 2016          | Madryt                     | Ceglana       | Florin Mergea          | Jean-Julien Rojer Horia Tecău              | 4:6, 6:7(5)          |
| Zwycięzca     | 15. | 8 stycznia 2017      | Ćennaj                     | Twarda        | Jeevan Nedunchezhiyan  | Purav Raja Divij Sharan                    | 6:3, 6:4             |
| Finalista     | 24. | 4 marca 2017         | Dubaj                      | Twarda        | Marcin Matkowski       | Jean-Julien Rojer Horia Tecău              | 6:4, 3:6, 3–10       |
| Zwycięzca     | 16. | 23 kwietnia 2017     | Monte Carlo                | Ceglana       | Pablo Cuevas           | Feliciano López Marc López                 | 6:3, 3:6, 10–4       |
| Finalista     | 25. | 1 lipca 2017         | Eastbourne                 | Trawiasta     | André Sá               | Bob Bryan Mike Bryan                       | 7:6(4), 4:6, 3–10    |
| Finalista     | 26. | 13 sierpnia 2017     | Montreal                   | Twarda        | Ivan Dodig             | Pierre-Hugues Herbert Nicolas Mahut        | 4:6, 6:3, 6–10       |
| Zwycięzca     | 17. | 29 października 2017 | Wiedeń                     | Twarda (hala) | Pablo Cuevas           | Marcelo Demoliner Sam Querrey              | 7:6(7), 6:7(4), 11–9 |
| Zwycięzca     | 18. | 5 stycznia 2019      | Pune                       | Twarda        | Divij Sharan           | Luke Bambridge Jonny O’Mara                | 6:3, 6:4             |
| Finalista     | 27. | 16 czerwca 2019      | Stuttgart                  | Trawiasta     | Denis Shapovalov       | John Peers Bruno Soares                    | 5:7, 3:6             |
| Zwycięzca     | 19. | 10 stycznia 2020     | Doha                       | Twarda        | Wesley Koolhof         | Luke Bambridge Santiago González           | 3:6, 6:2, 10–6       |
| Finalista     | 28. | 25 października 2020 | Antwerpia                  | Twarda (hala) | Matwé Middelkoop       | John Peers Michael Venus                   | 3:6, 4:6             |
| Zwycięzca     | 20. | 9 stycznia 2022      | Adelaide                   | Twarda        | Ramkumar Ramanathan    | Ivan Dodig Marcelo Melo                    | 7:6(6), 6:1          |
| Zwycięzca     | 21. | 6 lutego 2022        | Pune                       | Twarda        | Ramkumar Ramanathan    | Luke Saville John-Patrick Smith            | 6:7(10), 6:3, 10–6   |
| Finalista     | 29. | 18 lutego 2022       | Doha                       | Twarda        | Denis Shapovalov       | Wesley Koolhof Neal Skupski                | 6:7(4), 1:6          |
| Finalista     | 30. | 24 lipca 2022        | Hamburg                    | Ceglana       | Matwé Middelkoop       | Lloyd Glasspool Harri Heliövaara           | 2:6, 4:6             |
| Zwycięzca     | 22. | 2 października 2022  | Tel Awiw-Jafa              | Twarda (hala) | Matwé Middelkoop       | Santiago González Andrés Molteni           | 6:2, 6:4             |
| Finalista     | 31. | 23 października 2022 | Antwerpia                  | Twarda (hala) | Matwé Middelkoop       | Tallon Griekspoor Botic van de Zandschulp  | 6:3, 3:6, 5–10       |
| Finalista     | 32. | 19 lutego 2023       | Rotterdam                  | Twarda (hala) | Matthew Ebden          | Ivan Dodig Austin Krajicek                 | 6:7(5), 6:2, 10–12   |
| Zwycięzca     | 23. | 24 lutego 2023       | Doha                       | Twarda        | Matthew Ebden          | Constant Lestienne Botic van de Zandschulp | 6:7(5), 6:4, 10–6    |
| Zwycięzca     | 24. | 19 marca 2023        | Indian Wells               | Twarda        | Matthew Ebden          | Wesley Koolhof Neal Skupski                | 6:3, 2:6, 10–8       |
| Finalista     | 33. | 6 maja 2023          | Madryt                     | Ceglana       | Matthew Ebden          | Karen Chaczanow Andriej Rublow             | 3:6, 6:3, 3–10       |
| Finalista     | 34. | 8 września 2023      | US Open, Nowy Jork         | Twarda        | Matthew Ebden          | Rajeev Ram Joe Salisbury                   | 6:2, 3:6, 4:6        |
| Finalista     | 35. | 15 października 2023 | Szanghaj                   | Twarda        | Matthew Ebden          | Marcel Granollers Horacio Zeballos         | 7:5, 2:6, 7–10       |
| Finalista     | 36. | 5 listopada 2023     | Paryż                      | Twarda (hala) | Matthew Ebden          | Santiago González Édouard Roger-Vasselin   | 2:6, 7:5, 7–10       |
| Finalista     | 37. | 13 stycznia 2024     | Adelaide                   | Twarda        | Matthew Ebden          | Rajeev Ram Joe Salisbury                   | 5:7, 7:5, 9–11       |
| Zwycięzca     | 25. | 27 stycznia 2024     | Australian Open, Melbourne | Twarda        | Matthew Ebden          | Simone Bolelli Andrea Vavassori            | 7:6(0), 7:5          |
| Zwycięzca     | 26. | 31 marca 2024        | Miami                      | Twarda        | Matthew Ebden          | Ivan Dodig Austin Krajicek                 | 6:7(3), 6:3, 10–6    |

#### Gra mieszana (1–2)
| Końcowy wynik | Nr | Data             | Turniej                    | Nawierzchnia | Partnerka          | Przeciwnicy                      | Wynik finału    |
| ------------- | -- | ---------------- | -------------------------- | ------------ | ------------------ | -------------------------------- | --------------- |
| Zwycięzca     | 1. | 8 czerwca 2017   | French Open, Paryż         | Ceglana      | Gabriela Dabrowski | Anna-Lena Grönefeld Robert Farah | 2:6, 6:2, 12–10 |
| Finalista     | 1. | 28 stycznia 2018 | Australian Open, Melbourne | Twarda       | Tímea Babos        | Gabriela Dabrowski Mate Pavić    | 6:2, 4:6, 9–11  |
| Finalista     | 2. | 27 stycznia 2023 | Australian Open, Melbourne | Twarda       | Sania Mirza        | Luisa Stefani Rafael Matos       | 6:7(2), 2:6     |